# Antiwar.com
Antiwar.com je anglicky psaná webová stránka publikující zpravodajství a politické komentáře. Založena byla v roce 1995. Obsahově je zaměřená především proti intervencionistické zahraniční politice Spojených států amerických.
Zakladatelem a nejvýraznější osobností Antiwar.com je Justin Raimondo. Na webu jsou publikovány texty zejména různých libertariánů (např. Justin Raimondo), tradičních konzervativců (např. Pat Buchanan) a levičáků (např. Robert Fisk).